# Frans van den Wijngaert
Frans van den Wijngaert (Antwerpen. 1950. október 19.  –) belga nemzetközi labdarúgó-játékvezető. Polgári foglalkozása sportiskolai igazgató.

## Pályafutása

### Nemzetközi játékvezetés
A Belga labdarúgó-szövetség Játékvezető Bizottsága (JB) 1985-ben terjesztette fel nemzetközi játékvezetőnek, a Nemzetközi Labdarúgó-szövetség (FIFA) bíróinak keretébe. Több nemzetek közötti válogatott és klubmérkőzést vezetett. A belga nemzetközi játékvezetők rangsorában, a világbajnokság-Európa-bajnokság sorrendjében többedmagával a 17. helyet foglalja el 4 találkozó szolgálatával. Az aktív nemzetközi játékvezetéstől 1995-ben a FIFA 45 éves korhatárát elérve búcsúzott.

#### Világbajnokság
A világbajnoki döntőhöz vezető úton Egyesült Államokba a XV., az 1994-es labdarúgó-világbajnokságra a FIFA JB bíróként alkalmazta.
| Időpont             | Helyszín                | Mérkőzés típusa           | Mérkőzés             | Eredmény | Nézők száma |
| ------------------- | ----------------------- | ------------------------- | -------------------- | -------- | ----------- |
| 1993. szeptember 8. | Wembley Stadion, London | előselejtező (2. csoport) | Anglia–Lengyelország | 3 : 0    | 71 220      |

#### Európa-bajnokság
| Időpont          | Helyszín    | Mérkőzés típusa           | Mérkőzés        | Eredmény |
| ---------------- | ----------- | ------------------------- | --------------- | -------- |
| 1989. október 3. | Németország | előselejtező (3. csoport) | NSZK–Finnország | 2 : 0    |

Az európai-labdarúgó torna döntőjéhez vezető úton Svédországba a IX., az 1992-es labdarúgó-Európa-bajnokságra és Angliába a X., az 1996-os labdarúgó-Európa-bajnokságra az UEFA JB játékvezetőként foglalkoztatta.

##### 1992-es labdarúgó-Európa-bajnokság
| Időpont          | Helyszín             | Mérkőzés típusa           | Mérkőzés       | Eredmény | Nézők száma |
| ---------------- | -------------------- | ------------------------- | -------------- | -------- | ----------- |
| 1991. október 9. | Prater Stadion, Bécs | előselejtező (4. csoport) | Ausztria–Dánia | 0 : 3    | 10 500      |

##### 1996-os labdarúgó-Európa-bajnokság
| Időpont           | Helyszín                   | Mérkőzés típusa           | Mérkőzés             | Eredmény | Nézők száma |
| ----------------- | -------------------------- | ------------------------- | -------------------- | -------- | ----------- |
| 1995. április 25. | Nemzeti Stadion, Ramat-Gan | előselejtező (1. csoport) | Izrael–Lengyelország | 2 : 1    | 4 000       |
| 1995. április 26. | Wankdorf Stadion, Bern     | előselejtező (3. csoport) | Svájc–Törökország    | 1 : 2    | 24 000      |

#### Nemzetközi kupamérkőzések
Vezetett Kupa-döntők száma: 1.

##### UEFA-kupa
| Időpont         | Helyszín                        | Mérkőzés típusa        | Mérkőzés             | Eredmény | Nézők száma |
| --------------- | ------------------------------- | ---------------------- | -------------------- | -------- | ----------- |
| 1995. május 17. | Giuseppe Meazza Stadion, Milánó | döntő második mérkőzés | Juventus FC–Parma FC | 1 : 1    | 80 754      |

#### Kupagyőztesek Európa-kupája
| Időpont          | Helyszín                        | Mérkőzés típusa           | Mérkőzés           | Eredmény |
| ---------------- | ------------------------------- | ------------------------- | ------------------ | -------- |
| 1992. október 1. | Szusza Ferenc Stadion, Budapest | előselejtező (1. forduló) | Újpest FC–Parma FC | 1 : 1    |

## Szakmai sikerek
Ő háromszor az év belgiumi játékvezetője volt egy sorban 1997, 1998,1999